# Bahnhof Annweiler am Trifels
Der Bahnhof Annweiler am Trifels ist der wichtigste Bahnhof der rheinland-pfälzischen Kleinstadt Annweiler am Trifels. Er besitzt drei Bahnsteiggleise. Der Bahnhof liegt im Verbundgebiet des Verkehrsverbund Rhein-Neckars (VRN) und gehört zu den Tarifzonen 181 und 191. Seit 2002 ist Annweiler mit einem Übergangstarif auch an den Karlsruher Verkehrsverbund (KVV) angeschlossen. Zwischen Landau (Pfalz) Hbf und Pirmasens Nord war Annweiler stets der wichtigste Unterwegsbahnhof; entsprechend hielten an ihm früher viele Fernzüge.
Eröffnet wurde der Bahnhof am 12. September 1874, als der erste Abschnitt der Strecke von Landau aus in Betrieb ging. 14 Monate später wurde er mit Durchbindung nach Zweibrücken zum Durchgangsbahnhof. Daraus ging die heutige Bahnstrecke Landau–Rohrbach hervor, die in ihrer jetzigen Form seit 1895 besteht.

## Lage
Der Bahnhof befindet sich am nördlichen Stadtrand von Annweiler. Unmittelbar nördlich von ihm erstreckt sich der Große Adelberg, weshalb in diesem Bereich eine Stützmauer angelegt wurde. Nordöstlich ist ein Wohngebiet am Berghang angesiedelt. Südlich von der Bahnstation parallel zu den Gleisen befinden sich die Bahnhofstraße und die Queich. Der westliche Bahnhofskopf wird von einer Steinbogenbrücke überspannt, die dem Straßenverkehr dient. Die im Einzugsgebiet der Stadt sehr kurvenreiche Bahnstrecke Landau–Rohrbach kommt aus Nordosten und verläuft nach dem Bahnhof weiter nach Westen; dabei folgt sie bis kurz vor Hauenstein der Queich.

## Geschichte

### Erste Bestrebungen für einen Bahnanschluss und Eröffnung des Bahnhofs
Am 10. Januar 1838 fand in Speyer eine Versammlung statt, die den Beginn der Aktienzeichnung der Pfälzischen Ludwigsbahn darstellte. Ein Vorschlag lautete, die Bahnlinie über Zweibrücken und von dort aus entlang des Schwarzbaches über Rodalben, Annweiler und Langenkandel an den Rhein verlaufen zu lassen, der sich jedoch nicht durchsetzte.
Dennoch existierten Pläne, eine Strecke von Landau bis nach Zweibrücken zu errichten. Für eine solche setzten sich vor allem Annweiler und die weiteren Orte im Queichtal ein. So sollte vor allem Annweiler mit seinen Industrieansiedlungen, aber auch die Orte zwischen Landau und Annweiler von einem Eisenbahnanschluss profitieren. Trotz des Widerstandes der pfälzischen Eisenbahnverwaltung, die eine Schwächung der Ludwigsbahn befürchtete, ließen sie nicht locker und verfochten hartnäckig den Bau einer solchen Verbindung. Ein Planungskomitee zog als Ersatzlösung zunächst die Einrichtung einer Zweigbahn von Landau nach Annweiler in Erwägung. Dann jedoch änderte das Komitee auf Druck der Stadt Landau seine Konzeption und setzte sich daraufhin ebenfalls für den Bau einer Linie Landau–Zweibrücken ein. Diesmal waren die Bestrebungen erfolgreich: Das Komitee erhielt die Genehmigung, einen geeigneten Entwurf anzufertigen, den es jedoch selbst finanzieren musste. Die hierzu erforderliche Konzession wurde am 1. April 1865 erteilt. Die in Annweiler ansässige Industrie, die unter anderem Strohhüte und Papier herstellte, gab zusätzlich den Ausschlag für eine Streckenführung entlang der Queich, nachdem zeitweise eine Trasse durch den Wasgau über Bergzabern und Dahn ebenfalls in Erwägung gezogen wurde.
Eröffnet wurde der Bahnhof Annweiler am Trifels mit der Inbetriebnahme der Teilstrecke Landau (Pfalz)–Annweiler am Trifels am 12. September 1874. An diesem Tag fand in der Stadt zu diesem Anlass ein Fest statt. Am Bahnhof selbst befanden sich viele Feiernde; insgesamt 300 Menschen stiegen in den ersten Zug ein. Zudem hielt der Bürgermeister eine Rede. Anschließend fand ein Festzug statt, der von der Kapelle des 25. rheinischen Infanterie-Regiments aus Straßburg angeführt wurde.

### Weitere Entwicklung

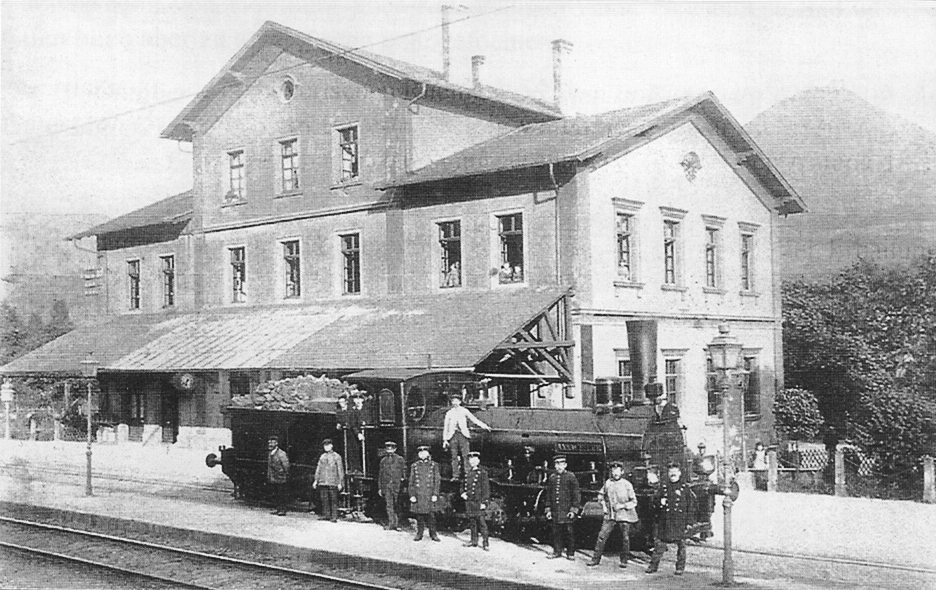
Dampflok der Gattung Pfälzische G 2.I im Bahnhof gegen Anfang des 20. Jahrhunderts

Die ersten 14 Monate seines Bestehens war der Bahnhof Endpunkt der Strecke, die am 25. November 1875 bis nach Zweibrücken verlängert wurde. Anfang des 20. Jahrhunderts erhielt der Bahnhof wie alle in der Pfalz Bahnsteigsperren. Während dieser Zeit wurde der Bahnhof von der Betriebs- und Bauinspektion Landau verwaltet und gehörte zum Zuständigkeitsbereich der Bahnmeisterei Albersweiler-St. Johann. Nachdem Deutschland den Ersten Weltkrieg verloren hatte und das französische Militär einmarschiert war, wurde am 1. Dezember 1918 das pfälzische Streckennetz südlich von Maikammer-Kirrweiler für den Personenverkehr gesperrt, drei Tage später jedoch wieder freigegeben. 1922 wurden die Strecke und der Bahnhof Annweiler der neu gegründeten Reichsbahndirektion Ludwigshafen zugeordnet. Ein Jahr später wurden die am Bahnhof beschäftigten Eisenbahner im Zuge des von Frankreich durchgeführten, bis 1924 dauernden Regiebetriebs ausgewiesen. Danach kehrten sie zurück. Nach Auflösung der Reichsbahndirektion Ludwigshafen übernahm die Reichsbahndirektion Saarbrücken zum 1. Mai 1936 die Zuständigkeit; zu dieser Zeit unterstand er dem Betriebsamt (RBA) Zweibrücken.
Die Deutsche Bundesbahn gliederte den Bahnhof nach dem Zweiten Weltkrieg in die Bundesbahndirektion Mainz ein, der sie sämtliche Betriebsstellen in Rheinland-Pfalz zuteilte. Im Zuge der schrittweisen Auflösung der Mainzer Direktion gelangte er am 1. Juni 1971 in den Zuständigkeitsbereich ihres Karlsruher Pendants. Zur selben Zeit wurden die Bahnsteigsperren aufgehoben. Seit 1996 ist der Bahnhof Bestandteil des Verkehrsverbundes Rhein-Neckar (VRN). Seit 2002 wird ebenso der Tarif des KVV anerkannt. Zum 1. Januar 2009 nahm DB Station&Service eine Informationsanlage am Bahnhof in Betrieb. 2014 sollen die Bahnsteige behindertengerecht ausgebaut werden. Dies erfolgte zum Rheinland-Pfalz-Tag 2019, zudem wurde der Bahnhof Ende 2020 an das ESTW Südpfalz angeschlossen.

## Bauwerke

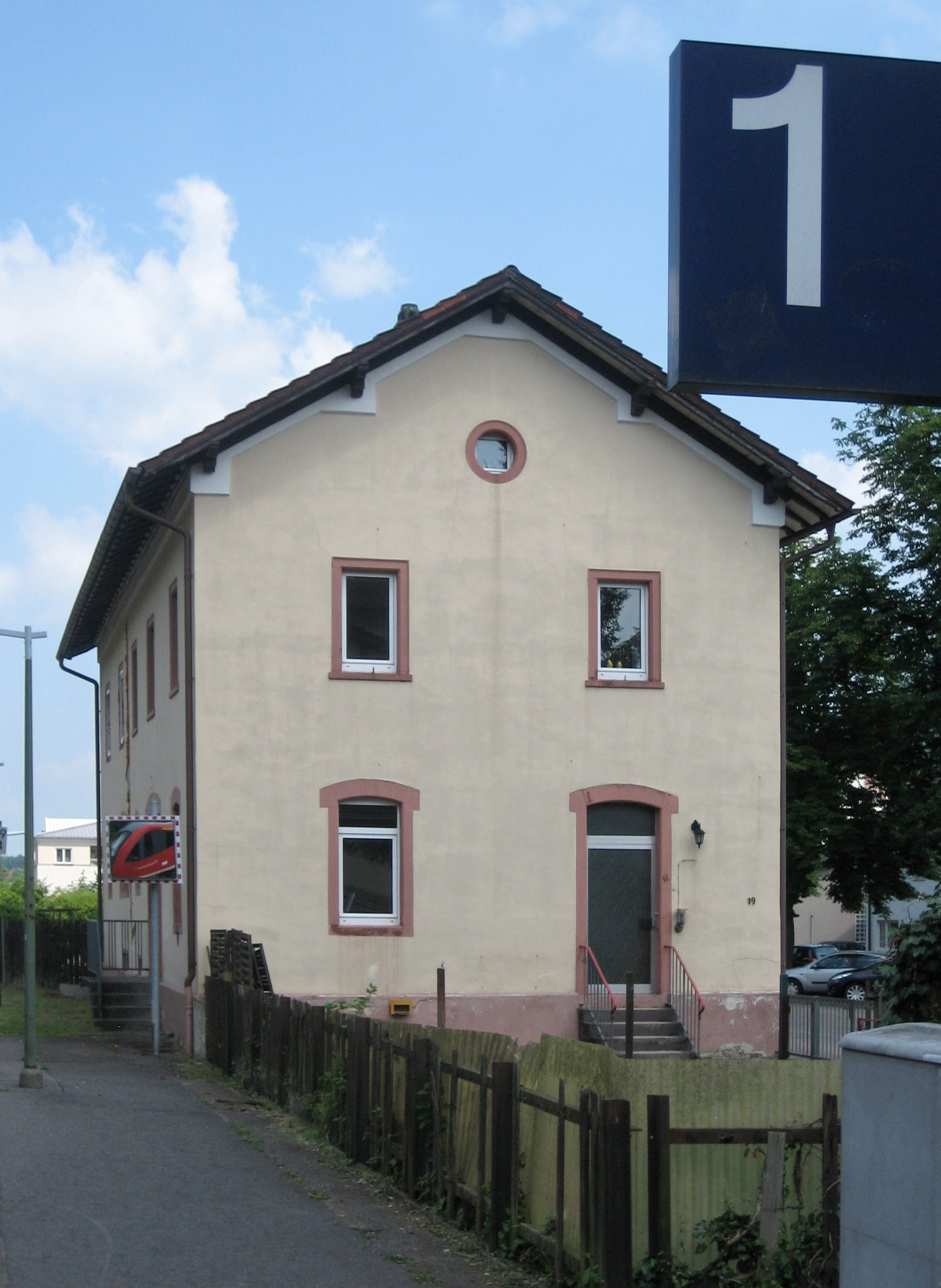
Früheres Nebengebäude

### Empfangsgebäude
Das Empfangsgebäude ist ein zur Inbetriebnahme des Bahnhofs 1874 errichtetes spätklassizistisches Gebäude. Es steht laut rheinland-pfälzischem Denkmalschutzgesetz unter Denkmalschutz. In seiner Ausführung war es fast identisch mit seinem ursprünglichen Pendant des Bahnhof Biebermühle (heute Pirmasens Nord). Der giebelständige Mittelteil des Bauwerkes beherbergt drei Stockwerke. An ihn schließen sich zwei zweistöckige Flügel an. Das Bahnsteigdach wurde erst einige Jahre nach der Bahnhofseröffnung fertig gestellt. Ähnliche Bauten erhielten im Streckennetz der Pfälzischen Eisenbahnen außerdem die Bahnhöfe Enkenbach, Kirchheimbolanden, Langmeil und Marnheim.

### Weitere Gebäude
Darüber hinaus gehörten zum Bahnbetrieb im westlichen Bahnhofsbereich ein zweistöckiges Nebengebäude, das als Güterabfertigung diente und inzwischen in ein Wohnhaus umgebaut wurde. Von der Architektur her ist es ebenfalls charakteristisch für die Pfälzischen Eisenbahnen. Aus den 1930er Jahren stammte der relativ große Güterschuppen, der im September 2013 abgerissen wurde. Im östlichen Bereich des Bahnhofs befindet sich ein Stellwerk, das ebenfalls in den 1930er Jahren errichtet wurde. Für sein Untergeschoss fand roter Sandstein aus der Region Verwendung.

### Anlagen
Der Bahnhof besitzt drei Gleise für den Personenverkehr, von denen eines um 1990 zum Stumpfgleis zurückgebaut wurde.
| Gleis | Nutzbare Länge | Bahnsteighöhe | Aktuelle Nutzung                                       |
| ----- | -------------- | ------------- | ------------------------------------------------------ |
| 1     | 226 m          | 34 cm         | Regionalbahnen in Richtung Pirmasens Hauptbahnhof      |
| 2     | 351 m          | 38 cm         | Stumpfgleis; selten genutzt                            |
| 3     | 351 m          | 38 cm         | Regionalbahnen in Richtung Landau (Pfalz) Hauptbahnhof |

## Verkehr

### Personenverkehr

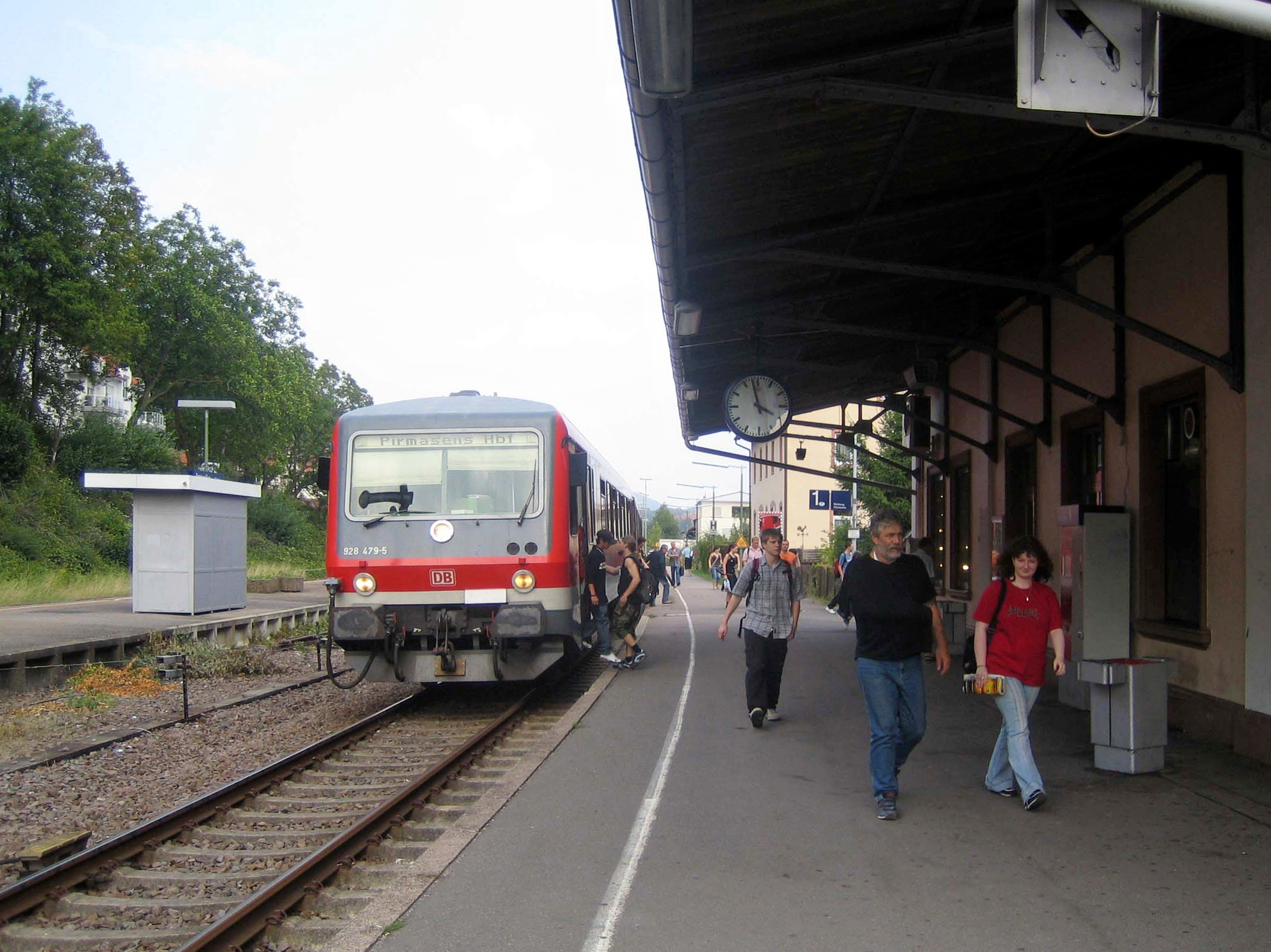
Zug nach Pirmasens im Bahnhof im September 2005

Die Südpfalzstrecke Landau–Zweibrücken bildete konzeptionell die Fortsetzung der Bahnstrecke Germersheim–Landau und der Bruhrainbahn Bruchsal–Germersheim, was an der einheitlichen Kilometrierung deutlich wird. Diese beginnt in der Mitte der Rheinbrücke Germersheim. So sind im Fahrplan von 1897 durchgehende Fahrten von Zweibrücken über Annweiler und Landau bis Germersheim verzeichnet. Bis Ende der 1930er Jahre gab es durchgehenden Personenverkehr von Saarbrücken bis Germersheim und Bruchsal. Ab 1938 verlief er in östlicher Richtung über Winden, Wörth und Karlsruhe, so auch im Zweiten Weltkrieg.
Annweiler war regelmäßig Endpunkt von Zügen, die in Landau begannen. Daneben verkehrten sowohl Züge zum Pirmasenser Hauptbahnhof als auch nach Zweibrücken. In den 1970er Jahren gab es zum Teil durchgehende Züge bis Homburg, Neustadt, St. Ingbert und Bruchsal. 1994 entfielen die meisten Verbindungen, die nach Zweibrücken beziehungsweise Saarbrücken führten, seither konzentriert sich der Verkehr nach Pirmasens. 2008 wurde der letzte durchgehende Zug bis Saarbrücken gestrichen. Dafür entstanden zwei Jahre später durchgehende Verbindungen zwischen Karlsruhe und Annweiler, die über die Bahnstrecke Neustadt an der Weinstraße–Wissembourg und die Bahnstrecke Winden–Karlsruhe verkehren. Von Mai bis Oktober verkehren mittwochs, samstags sowie sonn- und feiertags die Ausflugszüge „Bundenthaler“ und „Felsenland-Express“ von Mannheim bzw. Karlsruhe, die beide ebenfalls in Annweiler halten.
| Linie                     | Streckenverlauf | Taktfrequenz                                                                       |
| ------------------------- | --- | ---------------------------------------------------------------------------------- |
| RB55                      | Landau (Pfalz) – Godramstein – Annweiler am Trifels – Wilgartswiesen – Hinterweidenthal Ost – Münchweiler (Rodalb) – Pirmasens Nord – Pirmasens Hbf                                                                         | stündlich mit Verdichtungen zwischen Landau und Annweiler in der Hauptverkehrszeit |
| RB55 „Bundenthaler“       | Neustadt (Weinstr) – Landau (Pfalz) – Godramstein – Annweiler am Trifels – Wilgartswiesen – Hinterweidenthal Ost – Münchweiler (Rodalb) – Pirmasens Nord – Pirmasens Hbf / Hinterweidenthal Ort – Dahn – Bundenthal-Rumbach | einzelne Züge sonn- und feiertags                                                  |
| RB56 „Felsenland-Express“ | Karlsruhe – Wörth (Rhein) – Winden (Pfalz) – Landau (Pfalz) – Annweiler am Trifels – Wilgartswiesen – Hinterweidenthal Ost – Hinterweidenthal Ort – Dahn – Bundenthal-Rumbach                                               | einzelne Züge samstags, sonn- und feiertags                                        |
| RB56                      | Kaiserslautern – Neustadt (Weinstraße) – Landau (Pfalz) – Annweiler am Trifels – Wilgartswiesen – Hinterweidenthal Ost – Hinterweidenthal Ort – Dahn – Bundenthal-Rumbach                                                   | einzelne Züge mittwochs                                                            |
| Stand: 10. Dezember 2023  | |                                                                                    |

### Güterverkehr

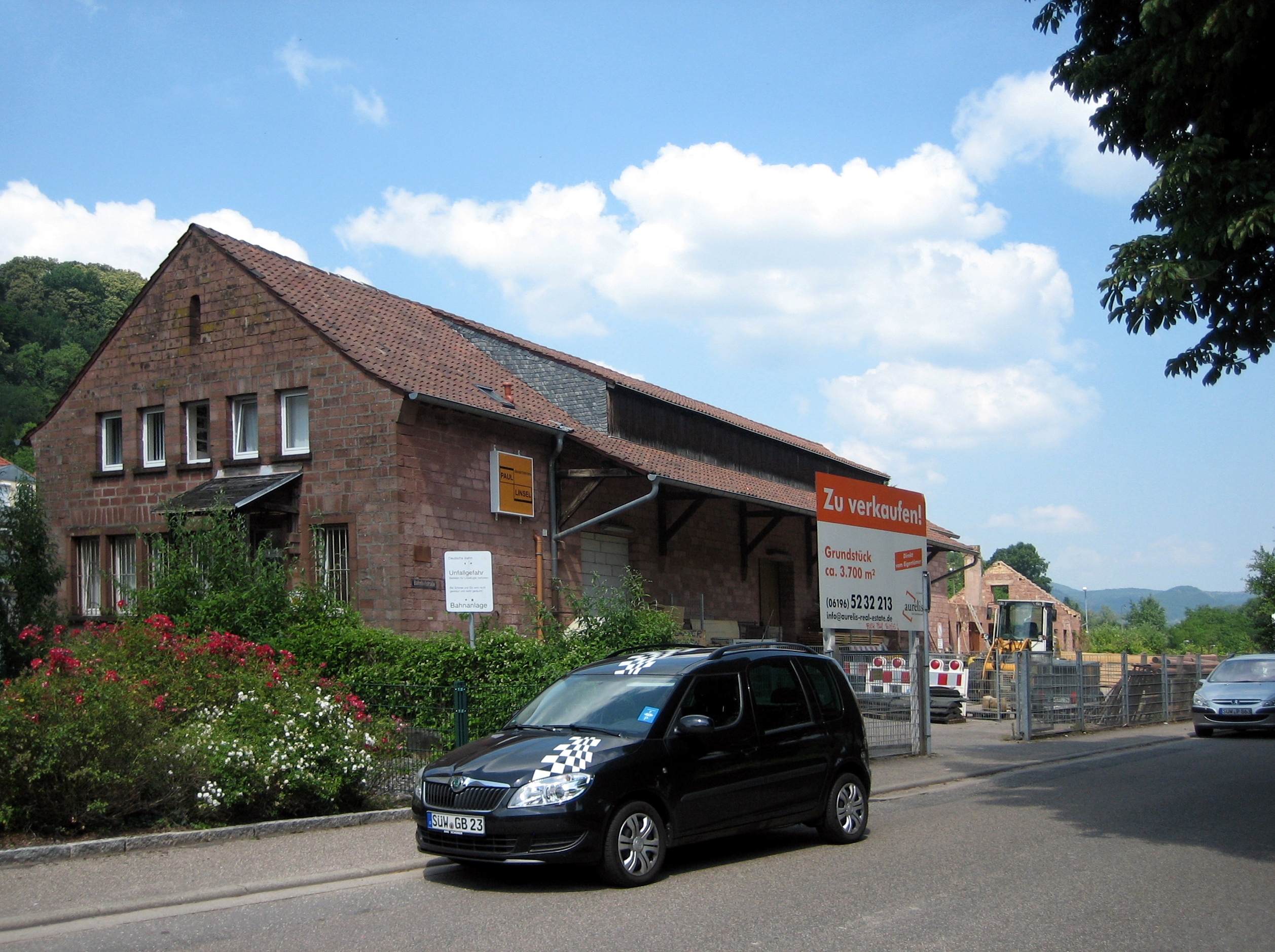
Früherer Güterschuppen

Anfang des 20. Jahrhunderts verkehrten über die Strecke Güterzüge der Relationen Kaiserslautern–Homburg–Landau–Germersheim und Saarbrücken–Landau–Germersheim. Zu den Güterkunden vor Ort zählte unter anderem Stabila. Auch der Nahgüterverkehr verlor nach dem Krieg maßgeblich an Bedeutung. Ab den 1980er Jahren bedienten Übergabezüge den Bahnhof, der zu dieser Zeit keinen eigenständigen Gütertarifpunkt mehr bildete. Seine Bedienung fand vom Neustadter Hauptbahnhof statt, als dessen Satellit er fungierte. Entsprechend verkehrten zuletzt ausschließlich Übergabezüge, die von Landau aus bis Wilgartswiesen fuhren. Die Bedienung des Bahnhofs im Güterverkehr endete 1994. In der Folgezeit wurden die Verladegleise im Bahnhof gesperrt und 2001 teilweise abgebaut. Bereits einige Jahre zuvor hatte er seine Güterverladung eingebüßt.

### Busverkehr
Am Bahnhofsvorplatz befindet sich eine Bushaltestelle. Seit 2012 ist die Queichtal Nahverkehrsgesellschaft GmbH für die entsprechenden Buslinien zuständig, die im selben Jahr neu geordnet wurden.

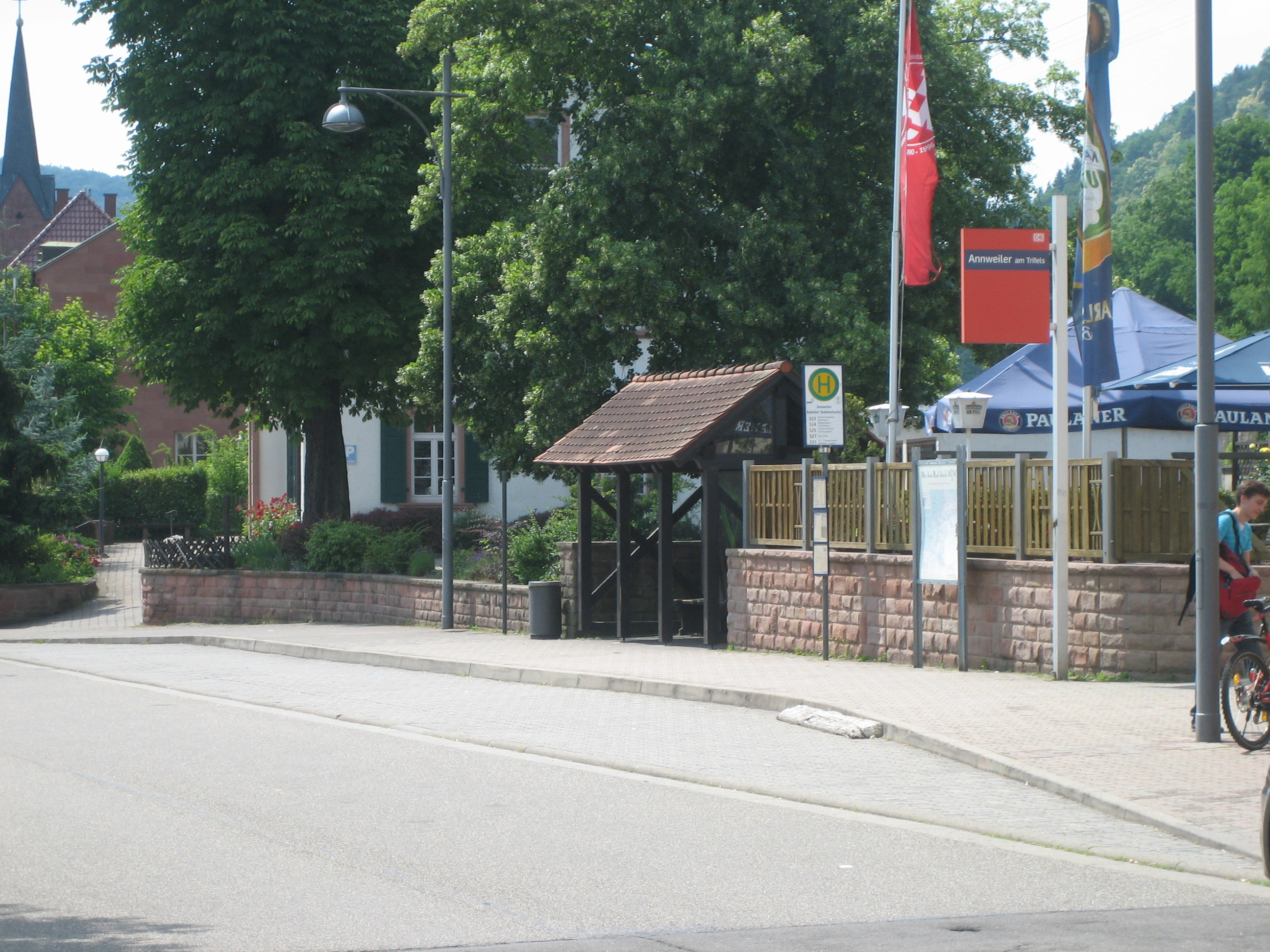
Bushaltestelle am Bahnhofsvorplatz

Aktuell wird der Bahnhof von folgenden Buslinien angefahren:
- 522: Ramberg/Siebeldingen – Queichhambach – Annweiler (ausschließlich im Schülerverkehr)
- 523: Albersweiler – Queichhambach – Gräfenhausen – Annweiler – Bindersbach
- 524: Albersweiler – Queichhambach – Gräfenhausen – Annweiler – Waldrohrbach – Waldhambach – Pfalzklinikum
- 525: Bad Bergzabern – Birkenhördt – Erlenbach bei Dahn – Vorderweidenthal – Oberschlettenbach – Darstein – Schwanheim – Dimbach – Lug – Spirkelbach – Wernersberg – Annweiler
- 526: Annweiler – Sarnstall – Hofstätten/Wilgartswiesen – Hauenstein
- 531: Landau – Arzheim – Ilbesheim – Eschbach – Klingenmünster – Münchweiler am Klingbach – Silz – Gossersweiler-Stein – Völkersweiler – Annweiler
- 532: Forsthaus Taubensuhl – Eußerthal – Albersweiler – Annweiler – Völkersweiler – Gossersweiler-Stein – Silz – Vorderweidenthal – Oberschlettenbach – Darstein – Schwanheim – Dimbach – Lug – Spirkelbach – Wernersberg – Annweiler[28]